# Азимут (альбом)
«А́зимут» — совместный альбом Slim и группы «Константа», который вышел 31 мая 2011 года. В альбом вошли шестнадцать ранее не издававшихся треков.
Если исходить из того, что хип-хоп должен быть музыкой злободневной (бичевать пороки, наставлять неверных, выводить на чистую воду мерзавцев), то «Азимут» – на двести процентов идеальный хип-хоп альбом.
 — пишет Николай Редькин на сайте Rap.ru

## Список композиций
| №   | Название                                        | Текст песни                             | Музыка         | Длительность |
| --- | ----------------------------------------------- | --------------------------------------- | -------------- | ------------ |
| 1.  | «Интро»                                         | Словетский                              | Slim           | 1:22         |
| 2.  | «Под пальмами»                                  | Slim, Словетский                        | Slim           | 3:37         |
| 3.  | «Пасмурно»                                      | Slim, Словетский, М. Северный           | Slim           | 4:47         |
| 4.  | «Вес»                                           | Slim, Словетский                        | Tolly's Beat   | 3:35         |
| 5.  | «Азимут»                                        | Slim, Словетский                        | Slim           | 3:16         |
| 6.  | «Королева» (уч. Скин)                           | Slim, Словетский, Скин                  | Slim           | 3:47         |
| 7.  | «Зимние мысли» (уч. Menace Society и Костя Бес) | Slim, Menace Society, Костя Бес         | Пушкин prod.   | 4:20         |
| 8.  | «Старое доброе»                                 | Slim, М. Северный                       | Slim           | 4:34         |
| 9.  | «Сахарок» (уч. Банума)                          | Slim, Словетский, Банума                | Slim           | 3:40         |
| 10. | «Волкодавы»                                     | Slim, Словетский, М. Северный           | Slim           | 4:38         |
| 11. | «Маршрут нашего звука»                          | Словетский, М. Северный                 | SuddenBeatz    | 4:14         |
| 12. | «Так легко» (уч. Rkp-Uno)                       | Slim, Словетский, М. Северный, Rkp-Uno  | Slim           | 3:55         |
| 13. | «В чём дело?» (уч. Смоки Мо)                    | Slim, Словетский, М. Северный, Смоки Мо | DJ Nik-One     | 4:34         |
| 14. | «Демоны» (RMJ RMX)                              | Slim, Словетский, М. Северный           | Red Family MCz | 5:40         |
| 15. | «Бег» (версия 2011)                             | Slim, Словетский, М. Северный           | Slim           | 4:56         |
| 16. | «Аутро»                                         | Slim                                    | Slim           | 1:53         |

## Участники записи
- Слова: 
Slim (2—10, 12—16), 
Словетский (1—6, 9—15), 
М. Северный (3, 8, 10—15), 
Скин (6), 
Menace Society (7), 
Костя Бес (7) 
Банума (6), 
Rkp-Uno (12), 
Смоки Мо (13),
- Музыка: 
Slim (1—3, 5, 6, 8—10, 12, 15, 16), 
Tolly’s Beat (4), 
Пушкин prod. (7), 
SuddenBeatz (11), 
DJ Nik-One (13), 
Red Family MCz (14), 
сведение: IgnatBeatz (1—10, 14, 15), 
Naf (11), 
DJ Nik-One (13), 
мастеринг: Гриша Фист, 
оформление: Бархан